# Claus Christensen (officer)
 Der er flere personer med dette navn, se Claus Christensen.
Nicolaus "Claus" Heinrich Christensen (født 2. januar 1768 på Cronshagen, død 8. marts 1841 i Rendsborg) var en dansk officer.

## Uddannelse
Han var søn af amtsinspektør på Cronshagen Lasz Christensen (ca. 1719-1793) og Catharina Dorothea født Ernst (1734-1802). Efter i sin ungdom at have studeret i Kiel og Göttingen udnævntes han 1790 til sekondløjtnant à la suite i Ingeniørkorpset, men fik i slutningen af samme år tilladelse til på nogen tid at gå til Göttingen for at fortsætte sine studier. Ifølge chefen for Ingeniørkorpset general Huths ønske og med oberstløjtnant Binzers tilladelse tiltrådte han undervisningen ved generalstabsskolen i Kiel i foråret 1791, hvilken skole han, efter i 1792 at være udnævnt til virkelig dessinatør ved ingeniørdetachementet i København, igen forlod i foråret 1793.
Året efter erholdt han udnævnelse som virkelig sekondløjtnant, hvorefter han i 1795 blev forsat til Holsten og i 1798 fik premierløjtnants karakter. I marts 1799 tiltrådte han en rejse, bestemt til to år, til udlandet for at studere det hydrotekniske fag; han blev imidlertid arresteret i Holland som mistænkt for at være engelsk spion og holdt seks uger i fangenskab i Haag, hvoraf han løslodes med forpligtelse til at vende tilbage til Holsten.

## Karriere

### Krigsdeltagelse
1800 udnævntes han til digeinspektør i det søndre marskdistrikt i Holsten med kammerråds rang og erholdt derfor samme år afsked af krigstjenesten. 1803 ansattes han dog atter som premierløjtnant à la suite ved Ingeniørkorpset og udnævntes samme år til karakteriseret og i 1804 til virkelig ingeniørkaptajn, alt med bibehold af sin stilling som digeinspektør, dog således at han i 1804 tillige blev ingeniør ved Glückstadt fæstning. 1808 fik han karakter af ingeniørmajor, blev 1810 Ridder af Dannebrog, og han var fra 1811-27 digeinspektør i Holsten, men deltog samtidig i forsvarsforanstaltningerne i Glückstadt i 1812-13 og i fæstningens forsvar under belejringen 1813-14 samt forestod dens demolering indtil foråret 1818.
I 1816 var han imidlertid blevet udnævnt til virkelig ingeniørmajor ved det holstenske ingeniørdetachement med forbehold af oberstløjtnants anciennitet og i 1817 ti1 medlem af Den kongelige Kanalopsyns-Kommission i Rendsborg. I 1821 dispenseredes han fra tjenesten ved Ingeniørkorpset, og han erholdt i 1822 oberstløjtnants og i 1826 obersts karakter. 1824 blev han Dannebrogsmand. 1827 udnævntes han til overdigeinspektør i Hertugdømmerne, og for at kunne vedblive som sådan udtrådte han af nummer og gage ved Ingeniørkorpset og sattes à la suite i Armeen som generalmajor uden anciennitet 1829. 1838 erholdt han afsked som overdigeinspektør og medlem af Kanalinspektionen, og i 1840 tillagdes der ham generalmajors anciennitet. Han var 1828 blevet udnævnt til Kommandør af Dannebrog. Christensen døde 8. marts 1841 og jordedes i Rendsborg.
Blandt de ingeniørarbejder, som Christensen stod i spidsen for, kan nævnes kanalsluserne ved Holtenau (1823-25) og strømkuperinger ved Breitenburg efter stormfloderne 1824-25.

## Opfinder
I sine forskellige stillinger ved digevæsenet ledede han flere betydelige arbejder, og han opfandt et måleapparat (Plintho-hydrometer) til undersøgelse af teglstens vandsugende kraft, hvad der var den nærmere anledning til, at universitetet i Kiel i 1830 tildelte ham æresdiplomet som dr. phil.

## Ægteskab og børn
Christensen ægtede 24. april 1800 i Glückstadt Louise Sophie Röttger (5. august 1773 i Glückstadt - 10. december 1852 sst.), datter af overrets- og regeringsadvokat, justitsråd Johan Friederich Röttger (1742-1798) og Anna Elisabeth født Koch (1743-1825). Med hende havde han tre børn, en datter og to sønner, hvilke sidste ligesom faderen viede deres kræfter til hydroteknikken og længe bistod ham i hans virksomhed.